# Unbroken (film)
Unbroken är en biografisk krigsdramafilm från 2014, producerad och regisserad av Angelina Jolie. Filmen är baserad på Laura Hillenbrands roman Unbroken: A World War II Story of Survival, Resilience, and Redemption.
På Oscarsgalan 2015 nominerades Unbroken för bästa foto, bästa ljudredigering och bästa ljud, men den förlorade mot Birdman, American Sniper och Whiplash respektive. 

## Handling
Krigshjälten Louis "Louie" Zamperini, en före detta OS-stjärna, överlever en flygkrasch i Stilla havet under 2:a världskriget. Han tillbringar 47 dagar tillsammans med ytterligare två överlevande på en flotte och blir sedan tillfångatagen av japanerna som sätter honom i olika japanska fångläger. När kriget tar slut återvänder han hem till hans älskade familj. 

## Rollista
- Jack O'Connell – Louis "Louie" Zamperini
- Domhnall Gleeson – Russell "Phil" Phillips
- Miyavi – Mutsuhiro "The Bird" Watanabe
- Garrett Hedlund – John Fitzgerald
- Finn Wittrock – Francis "Mac" McNamara
- Jai Courtney – Hugh "Cup" Cuppernell
- Alex Russell – Pete Zamperini
- Luke Treadaway – Miller
- Jordan Patrick Smith – Cliff
- John Magaro – Frank A. Tinker